# Anthrax giselae
Anthrax giselae är en tvåvingeart som beskrevs av Francois 1966. Anthrax giselae ingår i släktet Anthrax och familjen svävflugor. Inga underarter finns listade i Catalogue of Life.